# Területi autonómia

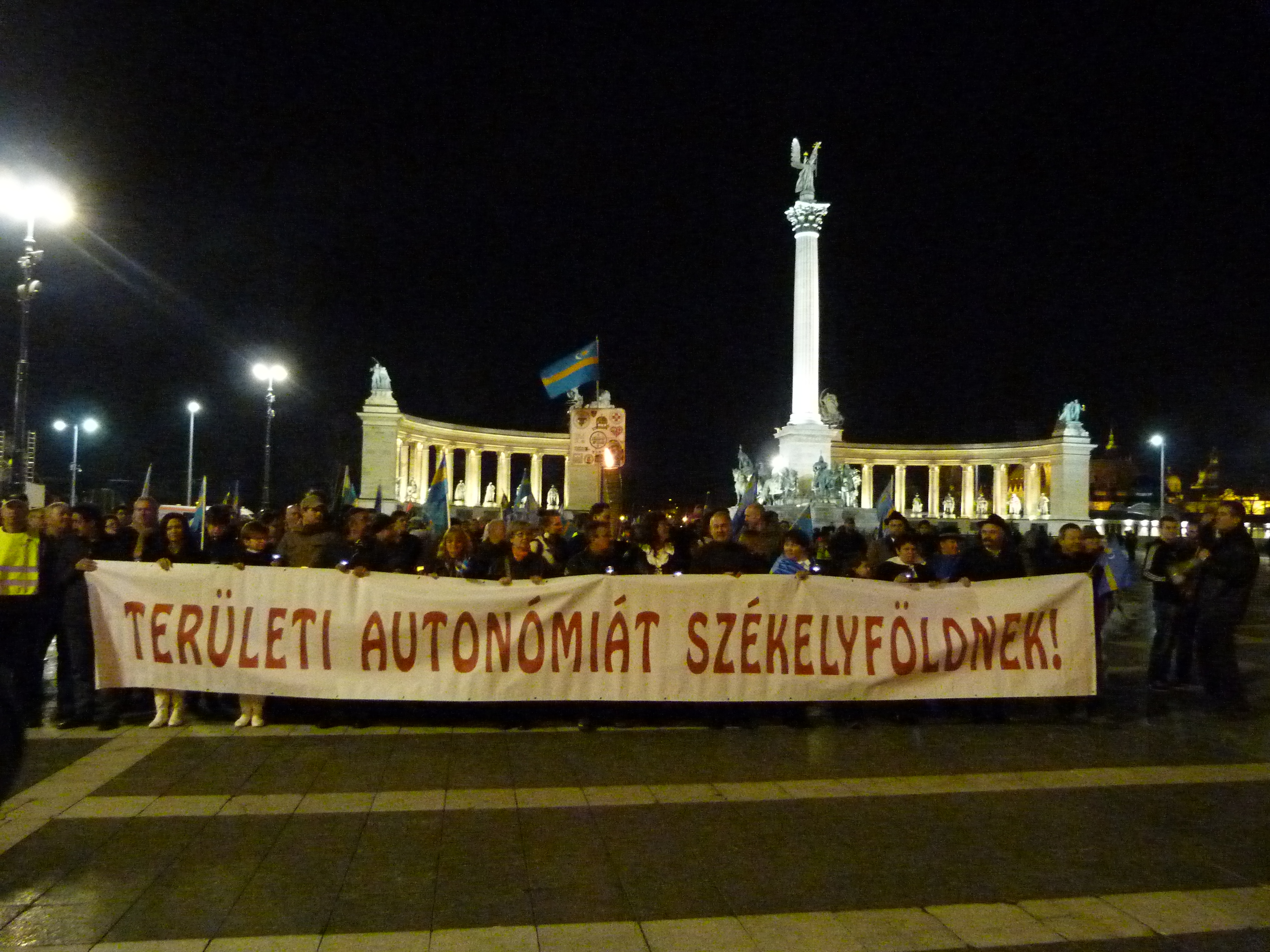
Tüntetés Székelyföld autonómiájáért - 2014

Az autonóm terület lényege a hatalommegosztás, mely révén a terület kormányzata megosztott vagy teljes körű döntéshozatali jogosítványokat kap az államtól saját ügyeinek irányítására.
Így a terület kormányzata szélesebb hatáskörrel rendelkezik, mint bármely más, hozzá hasonló közigazgatási területe az államnak. Minden egyes, az autonóm terület számára biztosított jogosítvány gyakorlásának társulnia kell a megfelelő pénzügyi rezsim kiépülésével. A különleges jogállást az alkotmány, törvény vagy statútum biztosíthatja. A területek különböző helyzete más-más kivitelezést igényel.
A kisebbségi népcsoport autonóm területe része egy állam bizonyos területének, ahol többségben élő, országos viszonylatban általában az őshonos kisebbségi népcsoporthoz tartozók által megvalósított kormányzás működik. Ez egy különleges jogállású terület ahol gyakorolják a törvényhozó és végrehajtó hatalom bizonyos illetékességeit, e csoportok fennmaradása, esélyegyenlősége, vagyis boldogulása érdekében. A helyi kormányzatnak nagy a hatásköre az illető területre vonatkozó gazdasági, politikai és kulturális döntéshozatalban és a többi számukra fontos kérdésben. Illetékessége korlátozott nemzetközi jogosítványokat is magába foglalhat. A hátrányos megkülönböztetés megszüntetése, a politikai hatalomhoz való hozzáférés és a gazdasági esélyegyenlőség céljából jön létre.
Amennyiben a kisebbségi jogok különféle megnyilvánulási formáinak rangsorolását célozzuk meg az alapvető jogoktól az átfogó jogosítványok irányába, úgy a kisebbségi jogok rangsorának alsó szintjén a kirekesztés tilalmának, valamint az egyenlőségnek az elve áll. A következő fokozat a különleges jogok törzsfogalma, azon jogoké, melyek a kisebbségi csoporthoz tartozó személy különbözőségét is figyelembe veszik, melynek biztosítása egyéni vagy közösségi szinten történhet az esélyegyenlőség létrejötte céljából. Amennyiben e kisebbségi jogok az önkormányzás egy bizonyos szintjét biztosítják, az autonómia letéteményesévé válnak. Az autonómia a kisebbségi jogok rangsorának felső szintjén foglal helyet, és a kisebbség számára az állam keretében elérhető legmagasabb státust jelenti.

## Osztályozás a létrehozatala szerint
Az autonóm területet mind a belső, mind a külső vagy nemzetközi jog létrehozhatja.
- A belső jog alkotta autonómia jellegzetessége, hogy adott állam jogalkotója hozza létre az autonóm területet (például Grönland és Korzika autonómiája, vagy a skandináviai lappok személyi autonómiája). Ez történhet alkotmány, törvény, statútum kidolgozásával vagy ezek kombinációja révén, esetleg a szokásjog alapján.
- A külső, avagy nemzetközi jog alapján létrehozott autonómiák alapulhatnak
  - kétoldalú szerződésen, (például Dél-Tirol és Åland-szigetek),
  - egyoldalú nemzetközi jogi cselekedeten (például a Nemzetek Szövetségek idején Albánia és Irak), a nemzetközi jogközösség döntése alapján, a rend és a béke érdekében (például az iraki kurd lakosság védelme, vagy a délszláv államban a biztonsági övezetek).

## Osztályozás az autonóm terület behatárolása szerint
Az autonóm terület esetében egy adott terület különleges jogállással van felruházva, azaz egy földrajzi értelemben egy behatárolt területen lakosság élvez különleges jogokat.
Az autonóm terület behatárolása történhet az állam általános adminisztratív struktúráján belül. Ennek megfelelően a területi autonómia alanyaivá válhatnak egyes helyhatósági entitások (például a Moldáviai Gagauz autonóm terület), régiók illetve provinciák (például Dél- Tirol), vagy egy föderális berendezkedés területi alkotóelemei. Így az autonóm terület intézményén belül megkülönböztethetjük a települési kistérségi (helyi) autonóm területet, amellyel egy kis térségben élő kisebbség ön-adminisztrálása valósul meg. Esetében, az adott kisebbség helyi többsége révén, a helyi önkormányzat egybeesik a közigazgatási autonómiával. Ez a közigazgatási autonómia, a létező helyhatóság jogkörének bővítésével különleges státust is eredményezhet, mely megalapozhatja a különleges státusú kisebbségi önkormányzat létrejöttét (ezt a típusú autonómiát fogalmazza meg Csapó József A sajátos státusú helyi önkormányzat statútuma című dokumentuma). A helyi autonóm terület esetében az autonómia egy alacsonyabb fokával szembesülünk az autonóm területi más elrendeződéseihez viszonyítva: fő célja a demokratikus elvek teljes mértékű érvényesítése a helyi közösség tagjainak a közéletben való részvétele által, a helyi autonómia jogköreinek a gyakorlása a központi hatalom által hozott törvények és annak felügyelete alatt történik. Például a szabad királyi város magyar vonatkozásban nem tartozik földesúri, illetve. vármegyei joghatóság alá. A regionális autonóm terület az ország közigazgatás egységeiként fennálló tartományok illetve régiók autonóm hatáskörökkel történő felruházása mellett, a különleges státusú, összetettebb hatáskörű helyi önkormányzatok társulása révén is létrejöhet, amennyiben az állam ezt közjogilag is elismeri.
A terület behatárolásánál azt kell mindenekelőtt figyelembe venni, hogy ez biztosítsa a többséget az illető területen belül a kisebbség számára, továbbá annyi, az illető kisebbséghez tartozó személyt foglaljon magába, amennyi csak lehetséges. A kisebbség autonóm területe esetében tehát két alapvető feltételnek kell teljesülnie: a kisebbségnek lehetőleg egy zárt területen kell laknia, és az adott vidéken a lakosság többségét kell képeznie.

## Különleges jogállás
A különleges státus általában a következőket foglalja magába:
1. Az autonóm terület működési alapelvét, hogy képviselete a felsőbb szintű döntéshozatalban részt vesz és az együttműködés elvét minden szinttel kötelesek betartani.
2. Megkerülhetetlenül szükséges a hozzájárulása ahhoz a kisebbségeket érintő döntéshez, amelyet a felső hatalom hoz, ahol számbelileg alulmarad a domináns helyzetben levő etnikummal szemben.
3. A hatalom megosztását a következő szempontból: az állam központi hatóságainak fenntartott hatalom, az autonóm egységre átruházott hatalom, párhuzamosan gyakorolt hatalom valamint közösen gyakorolt hatalom.
4. A helyi népszavazás hatáskörét
5. Az autonóm hatáskörök meghatározását a kormányzásban, közigazgatásban, törvényhozásban, a bírói hatalom működtetésében, oktatásban, kultúrában, egyház közjogi tevékenységében, a helyi kisebbségek érdekszövetségében.
6. A helyi többség oktatási és kulturális szükségleteit kiszolgáló intézményhálózat működési elveit.
7. Az önkormányzat törvényhozási, adminisztratív és politikai szerkezeteit.
8. A pénzügyi autonómia kereteit,
  1. az adó kivetésének feltételei,
  2. az alkotmányos biztosítékot a központi költségvetésből a területi autonómiát megillető pénzösszegek biztosítására.
9. A használatos nyelv (-ek) státusát;
  1. az anyanyelvhasználat jogát a magánéletben, oktatásban, az igazságszolgáltatásban és közigazgatásban;
  2. tartalmazza az ott élő népcsoportok anyanyelvhasználatának egyenlő jogát és egymás nyelvének kölcsönös tanulását.
10. A pozitív diszkrimináció azokra az állampolgárokra nézve, akik a helyi kisebbséget alkotják.
  1. Az anyanyelvhasználat jogát a magánéletben, oktatásban, az igazságszolgáltatásban és közigazgatásban,
  2. Biztosítja a saját oktatási rendszer kialakításának jogát;
  3. a köztisztségviselethez és közszolgáltatásokhoz való jogot;
  4. a hazához való jogot;
  5. a helyi politikai képviselethez való jogot.
  6. Tartalmazza az oktatási-, kulturális közpénzek, a lakásépítési támogatások, a bérlakások és a közszférában a munkahelyek arányos elosztásának az elvét az ott élő népcsoportok között.
  7. Szabályozza nyelvi hovatartozás szerinti nyilvántartás elvét.
  8. Az alapszabályzattal és egy hozzá tartozó választási rendszerrel létrehozhatott a hatalmi egyensúlyt a népcsoportok között, például az egyenlő létszámú területi önkormányzati képviseletet és az elsőszámú vezető etnikai alapon való váltogatását. Vagy hatalmi egyensúly biztosít az önkormányzatban úgy, hogy mindegyik népcsoport létszámának arányos frakciója, anyanyelvi szempontok szerint vétójoggal rendelkeznek.
  9. Tartalmazza az autonóm területén élő kisebbségi érdekszövetségének a beleszólási jogát a hatalom döntéseibe.
11. A település lakosainak engedélyezési jogát idegen személy letelepedéséhez, hogy fel ne boruljon az etnikai egyensúly.
12. A természeti kincsekkel való szabad rendelkezést.
13. A felügyelet nemzetközi (két- vagy többoldalú) mechanizmusát;
  1. a központi kormány engedélyével nemzetközi szervezetek tagjaivá válhat;
  2. a nemzetközi egyezményekben való részvétel feltételét.
14. Az autonóm terület és az állam között esetlegesen felmerülő ellentétek rendezésének eljárás-módozati rögzítettsége, kidolgozottsága. Elvileg a ellentétek megoldása politikai eszközök (közvetlen tárgyalások), a felek közötti közvetítés (például az ombudsman intézményén keresztül) vagy a bíróság által lehetséges. Az állam és a autonóm terület reprezentatív szerve, mint közjogi testület közötti nézeteltérések bírósági úton rendezhetőek. Ennek megfelelő intézményi keretet nyújtanak a közigazgatási bíróságok vagy az európai államok többségében működő alkotmánybíróságok.

## Intézményrendszere
Ha egy közösség saját ügyeiben autonóm módon kíván eljárni, ezen ügyek intézése céljából sajátos, közhatalmi jogosítványokkal ellátott intézményt, az autonóm közösség önkormányzatát hozza létre. Megállapítható tehát, hogy az autonómia egy intézményes keret.

## Története
A történelmi tapasztalatok a demokratikus jogállamokban bizonyítják, hogy az állam iránti lojalitás az autonóm csoportok tagjainál növekszik. Ezen autonómia törekvések azonban nem új keletűek, Közép-Kelet-Európa a kisebbségi autonómia számos megvalósulási formájával találkozott már történelme során.

## Gyakorlatban

### Példák kisebbségi népcsoportok autonóm területeire
A finnországi Åland-szigetek autonóm tartományt képeznek, mely az Államtanács fennhatósága alá tartozik; ez a rendszer szinte semmit nem változott létrehozása (1634) óta. Az Åland-szigeteknek mintegy 25 000 lakosa van, ami az ország népességének 0,5%-a, és szinte valamennyien svéd nyelvűek. A törvényhozó hatalmat a szigeteken a Tartományi Parlament, a Landsting gyakorolja. Hivatalos nyelv a finn és a svéd.
A franciaországi Korzika egyike az ország 26 régiójának, de sajátos jogállással bír autonómiája. A legmagasabb választott szerve a Korzikai Közgyűlés 51 képviselővel, melynek azonban nincs önálló jogalkotási hatásköre. A Közgyűlés választja a sziget végrehajtó szervét, a Végrehajtó Tanácsot. A hivatalos és az oktatási nyelv a francia, de a korzikai nyelv fakultatív nyelvként használható és a saját nyelv és kultúra előtérbe kerül.
Olaszország régiói közül ötnek különleges jogállása van, ezekben az olasz nyelv mellett hivatalosak a helyben használatos nyelvek is (Dél-Tirolban a német és a ladin, Friuli-Venezia Giulia területén a friuli, a szlovén és a német, Valle d’Aostában pedig a francia). Dél-Tirolban nyolc, többségében ladin népességű községben az olasz, a német és a ladin nyelv egyenjogú, iskoláikban mindhárom nyelvet oktatják.
Spanyolország autonóm közösségei saját törvényhozással és kormányzattal rendelkeznek, de önkormányzati hatáskörük nem azonos, például nincs mindegyiknek saját rendőrsége, oktatási és egészségügyi rendszere. Az autonómia legmagasabb fokáig eljutott közösségek Baszkföld, Galicia, Katalónia és Andalúzia. Hivatalos a (kasztíliai) spanyol mellett egyes területeken második nyelvként a katalán (Katalónia, Valencia, Baleár-szigetek), a baszk (Baszkföld), a gallego (Galicia), valamint a spanyol és katalán mellett harmadik nyelvként Vall d'Aranban az aráni nyelv, ami egy okcitán nyelvjárás.
Nicaragua atlanti partjának autonómiája. Nicaragua atlanti partja két fő régióra osztódik az északi és a déli régióra. Mindkét régió közvetlenül választja a Regionális Tanácsát. E szerv közreműködik a nemzeti egészségügyi, oktatási és kulturális, valamint a közösséget szolgáló programokban. A spanyol a hivatalos nyelv Nicaraguában, de a közösség nyelve szintén elismert, de csak a régió területén.

## Előnyei
- A központosított hatáskörök csökkentésével megszűnik az autonóm terület kiszolgáltatottsága.
- A hatáskör esetében érvényesül az alulról építkezés elve, nevezetesen az, hogy egy rendszerben a felsőbb szint nem veheti át azokat a feladatokat, melyeket egy alacsonyabban elhelyezkedő szint is megvalósíthat.
- A felsorolt feltételek mellett kialakul az egyaránt üdvös gazdasági esélyegyenlőség, a hatalmi egyensúly, megszűnik a beolvadási kényszer és ezek eredményeként, valamelyik népcsoporthoz való tartozás jelentős tényezővé válik a legtöbb ember életében.
- Az adott kisebbséghez tartozó személyeket megillető, a többségi lakossággal azonos jogok érvényesülésének szavatolása.
- Meghatározó eszköz, amelyet annak érdekében használhatnak fel, hogy tiszteletben tartsák a kisebbségi csoportok jogait és érdekeit, a politikai rendszeren belül leképezzék a lakosság sokféleségét, ugyanakkor pedig megőrizzék az állam területi oszthatatlanságát.
- A kisebbségi jogok vonatkozásában az autonóm terület intézményei egyike a lehetséges megoldásoknak, azoknak a jogi eszközöknek, melyek a kisebbségi csoportok fennmaradását és boldogulását hivatottak szolgálni.
- Az állam intézményrendszeréhez kapcsolódva, az egyes autonómia-elrendezések elősegítik a kisebbségek hatékony védelmét, megteremtve a megfelelő közjogi kereteket a kisebbségek részvételére az őket érintő döntések meghozatalában.
- Mivel a kisebbségeket érintő ügyek saját hatáskörben történő intézése révén a kisebbség biztosítékot kap arra, hogy akarata ellenére nem születik döntés, tehát vagy önmaga dönt, vagy pedig megkerülhetetlenül hozzájárul ahhoz a döntéshez, amelyet a hatalom hoz, ahol számbelileg alulmarad a domináns helyzetben levő etnikummal szemben.
- A térségben élő népcsoportok belső önrendelkezése és vétójoga megakadályozhatja, hogy akarata ellenére kedvezőtlen döntés szülessen, tiszteletben tartsák az ott kisebbségben élő népcsoportok jogait és érdekeit, ami biztosítja a közösségek békés egymás mellett élését
- A kisebbségek jelentős része tehát azért igényli a kisebbségi autonómia valamely formáját, mivel ezáltal biztosítottnak látja, hogy nem születik akarata ellenére kedvezőtlen döntés.
- A kisebbségi önkormányzásra úgy kell tekinteni, mint olyan intézményre, mely gyakorlati megoldást kínál bizonyos helyzetekben, akkor, amikor a hagyományos megoldások nem nyújtanak megfelelő kérdésrendezési kereteket.
- Az önkormányzás intézményi keretei rugalmasak, a társadalmi és jogi viszonyok széles skálájához igazíthatóak, így eltérő politikai megfogalmazások – föderalizmus, konszociáció, devolúció vagy decentralizáció− közepette is megteremthetik a kisebbségek számára jogaik gyakorlásának feltételeit.
- Különböző szintű és rendszerű önkormányzati rendszerek felállítása a kisebbség és többség közötti feszültségek enyhítésére, a kisebbségi jogok szavatolására alkalmas eszköz lehet.
- Az autonóm terület biztosíték az általunk befizetett közpénzek nagy részének helybemaradására, ami esélyt ad az elhanyagolt, fejletlen térségek gazdasági fejlesztésére, munkahelyeket teremt, aminek a következménye a bérek, a jövedelmek és a nyugdíjak emelkedése valamint csökken az ingázás és elvándorlás kényszere.
- A népcsoportok között létszámarányosan osztják el a közpénzt, a közszolgálati munkahelyeket és a képviseleti megbízásokat.
- Lehetővé teszi a népcsoportoknak az oktatás és a kultúra önirányítását, így a kulturális közösségük fennmaradását és az anyanyelvük széles körű hivatali és munkahelyi használatát.
- Egyes esetekben a különleges jogállású területek hatáskörébe tartozik a bevándorlási politikák ellenőrzése is, nemcsak idegen országok állampolgárainak vonatkozásában, hanem az illető állam más régiókból származó polgárainak az adott területen való letelepedésére nézve is. Ez a hatáskör értelemszerűen arra szolgál, hogy az illető kisebbség biztosíthassa viszonylagos többségi helyzetének fenntartását.
- Megállítja a népcsoportok egyirányú beolvadását.

## Bírálata
- Attól való félelem, hogy egy autonóm területen valamelyik önkormányzó népcsoport a hatalomban többségbe kerül, akkor előnyben részesíti saját népét az ott élő többi népcsoporthoz képest.
- A többségi politikai vezetés tagjai szinte kivétel nélkül diabolizálják a kisebbségi autonómiát, szeparációt, szegregációt látva megtestesülni általa.
- A kisebbségek közösségi jellegének és közösségi jogainak elismerése a régió legtöbb országában a többségi társadalom és politikai vezetés számára politikailag elfogadhatatlan, az állam területi épségére és szuverenitásának sérthetetlenségére hivatkozva az ilyen jellegű követeléseket már gyakran megfogalmazásuk előtt igyekeznek kiiktatni a politikai napirend legitim témái közül.

## Lásd még
- Személyi elvű autonómia